# Забігаєво
Забіга́єво (рос. Забегаево) — присілок у Воткінському районі Удмуртії, Росія.
Населення становить 40 осіб (2010, 44 у 2002).
Національний склад (2002):
- росіяни — 98 %

Урбаноніми:
- вулиці — Зарічна, Набережна, Нагірна, Нова

Неподалік присілка, у гирлі річки Межна, на березі Воткінського водосховища знаходиться дитячий табір «Полум'я».